# Natação no Campeonato Mundial de Esportes Aquáticos de 2022 - 100 m livre feminino
A prova dos 100 metros livre feminino da natação no Campeonato Mundial de Esportes Aquáticos de 2022 ocorreu nos dias 22 e 23 de junho, em Budapeste, na Hungria.

## Recordes
Antes desta competição, os recordes mundiais e do campeonato nesta prova eram os seguintes:
| Tipo                  | Atleta         | Tempo  | Local     | Data                |
| --------------------- | -------------- | ------ | --------- | ------------------- |
|                       | Sarah Sjöström | 51s 71 | Budapeste | 23 de julho de 2017 |
| Recorde do campeonato | Sarah Sjöström | 51s 71 | Budapeste | 23 de julho de 2017 |

## Medalhistas
| Ouro                     | Prata                | Bronze            |
| Mollie O'Callaghan (AUS) | Sarah Sjöström (SWE) | Torri Huske (USA) |

## Cronograma
Todos os horários são locais (UTC+2). 
| Data        | Hora  | Evento        |
| ----------- | ----- | ------------- |
| 22 de junho | 09:00 | Eliminatórias |
| 22 de junho | 18:11 | Semifinal     |
| 23 de junho | 18:02 | Final         |

## Resultados

### Eliminatórias
Esses foram os resultados das eliminatórias. A prova foi realizada no dia 24 de junho com início às 09:00. 
| Pos. | Bateria | Raia | Nadadora                 | Nacionalidade            | Tempo   | Notas  |
| ---- | ------- | ---- | ------------------------ | ------------------------ | ------- | ------ |
| 1    | 6       | 4    | Mollie O'Callaghan       | Austrália                | 53.49   | Q      |
| 2    | 5       | 4    | Penny Oleksiak           | Canadá                   | 53.70   | Q      |
| 3    | 7       | 6    | Torri Huske              | Estados Unidos           | 53.72   | Q      |
| 4    | 6       | 5    | Sarah Sjöström           | Suécia                   | 53.78   | Q      |
| 5    | 6       | 3    | Kayla Sanchez            | Canadá                   | 54.06   | Q      |
| 6    | 5       | 5    | Anna Hopkin              | Reino Unido              | 54.08   | Q      |
| 7    | 7       | 7    | Marrit Steenbergen       | Países Baixos            | 54.13   | Q      |
| 8    | 7       | 3    | Yang Junxuan             | China                    | 54.18   | Q, RET |
| 9    | 5       | 3    | Marie Wattel             | França                   | 54.25   | Q      |
| 9    | 7       | 1    | Kalia Antoniou           | Chipre                   | 54.25   | Q,     |
| 11   | 5       | 2    | Cheng Yujie              | China                    | 54.28   | Q      |
| 11   | 7       | 2    | Claire Curzan            | Estados Unidos           | 54.28   | Q      |
| 13   | 6       | 2    | Charlotte Bonnet         | França                   | 54.37   | Q      |
| 14   | 6       | 6    | Freya Anderson           | Reino Unido              | 54.40   | Q      |
| 15   | 5       | 7    | Stephanie Balduccini     | Brasil                   | 54.48   | Q      |
| 16   | 6       | 7    | Janja Šegel              | Eslovênia                | 54.56   | Q      |
| 17   | 5       | 6    | Signe Bro                | Dinamarca                | 54.61   | Q      |
| 18   | 6       | 1    | Maria Ugolkova           | Suíça                    | 54.78   |        |
| 19   | 6       | 8    | Fanni Gyurinovics        | Hungria                  | 54.97   |        |
| 20   | 7       | 8    | Valentine Dumont         | Bélgica                  | 55.14   |        |
| 21   | 5       | 1    | Chiara Tarantino         | Itália                   | 55.30   |        |
| 22   | 5       | 8    | Emma Chelius             | África do Sul            | 55.39   |        |
| 23   | 7       | 0    | Hur Yeon-kyung           | Coreia do Sul            | 55.50   |        |
| 24   | 7       | 9    | Daria Golovaty           | Israel                   | 55.85   |        |
| 25   | 5       | 9    | Aleksa Gold              | Estónia                  | 56.19   |        |
| 26   | 4       | 5    | Snæfríður Jórunnardóttir | Islândia                 | 56.31   |        |
| 27   | 5       | 0    | Anicka Delgado           | Equador                  | 56.43   |        |
| 28   | 4       | 4    | Ieva Maļuka              | Letônia                  | 56.46   |        |
| 29   | 4       | 2    | Jillian Crooks           | Ilhas Caimã              | 57.24   |        |
| 29   | 4       | 3    | Rafaela Fernandini       | Peru                     | 57.24   |        |
| 31   | 4       | 6    | Miranda Renner           | Filipinas                | 57.80   |        |
| 32   | 4       | 7    | Kenisha Gupta            | Índia                    | 57.99   |        |
| 33   | 2       | 1    | Batbayaryn Enkhkhüslen   | Minas Gerais             | 58.16   |        |
| 34   | 4       | 8    | Karen Torrez             | Bolívia                  | 58.96   |        |
| 35   | 4       | 1    | Isabella Alas            | El Salvador              | 59.00   |        |
| 36   | 4       | 9    | Maxine Egner             | Botswana                 | 59.08   |        |
| 37   | 4       | 0    | Chloe Farro              | Aruba                    | 59.13   |        |
| 38   | 3       | 5    | Oumy Diop                | Senegal                  | 59.53   |        |
| 39   | 1       | 7    | Olivia Fuller            | Antígua e Barbuda        | 1:00.42 |        |
| 40   | 3       | 6    | Cheyenne Rova            | Fiji                     | 1:00.75 |        |
| 41   | 3       | 4    | Lina Khiyara             | Marrocos                 | 1:00.79 |        |
| 42   | 3       | 3    | Zaylie Thompson          | Bahamas                  | 1:01.04 |        |
| 43   | 2       | 8    | Tilly Collymore          | Granada                  | 1:01.40 |        |
| 44   | 3       | 0    | Dorcas Oka               | Nigéria                  | 1:01.54 |        |
| 45   | 3       | 7    | Georgia-Leigh Vele       | Papua-Nova Guiné         | 1:01.73 |        |
| 46   | 3       | 1    | Nomvula Mjimba           | Zimbabwe                 | 1:02.20 |        |
| 47   | 1       | 6    | Anastasiya Morginshtern  | Turquemenistão           | 1:02.43 |        |
| 48   | 3       | 9    | Khema Elizabeth          | Seicheles                | 1:02.79 |        |
| 49   | 3       | 8    | Jamie Joachim            | São Vicente e Granadinas | 1:03.14 |        |
| 50   | 2       | 7    | Avice Meya               | Uganda                   | 1:03.16 |        |
| 51   | 2       | 9    | Kaya Forson              | Gana                     | 1:03.19 |        |
| 52   | 1       | 3    | Mia Lee                  | Guam                     | 1:03.67 |        |
| 53   | 1       | 5    | Hana Beiqi               | Kosovo                   | 1:03.68 |        |
| 54   | 3       | 2    | Bisma Khan               | Paquistão                | 1:03.72 |        |
| 55   | 2       | 2    | Makelyta Singsombath     | Laos                     | 1:05.26 |        |
| 56   | 1       | 4    | Ekaterina Bordachyova    | Tajiquistão              | 1:05.38 |        |
| 57   | 2       | 4    | Nafissath Radji          | Benim                    | 1:07.06 |        |
| 58   | 1       | 8    | Jinie Thompson           | Marianas Setentrionais   | 1:10.31 |        |
| 59   | 2       | 0    | Yuri Hosei               | Palau                    | 1:11.34 |        |
| 60   | 2       | 5    | Alyse Maniriho           | Burundi                  | 1:12.38 |        |
| 61   | 2       | 3    | Tayamika Chang'anamuno   | Malawi                   | 1:14.96 |        |
| 62   | 1       | 2    | Kayla Temba              | Tanzânia                 | 1:18.35 |        |
| 63   | 2       | 6    | Roukaya Mahamane         | Níger                    | 1:18.94 |        |
| 64   | 1       | 1    | Mashael Al-Ayed          | Arábia Saudita           | DNS     | DNS    |
| 64   | 6       | 0    | Laura Littlejohn         | Nova Zelândia            | DNS     | DNS    |
| 64   | 6       | 9    | Diana Petkova            | Bulgária                 | DNS     | DNS    |
| 64   | 7       | 4    | Siobhán Haughey          | Hong Kong                | DNS     | DNS    |
| 64   | 7       | 5    | Shayna Jack              | Austrália                | DNS     | DNS    |

### Semifinal
Esses foram os resultados das semifinais. A prova foi realizada no dia 22 de junho com início às 18:11.
| Pos. | Bateria | Raia | Nadadora             | Nacionalidade  | Tempo | Notas            |
| ---- | ------- | ---- | -------------------- | -------------- | ----- | ---------------- |
| 1    | 2       | 4    | Mollie O'Callaghan   | Austrália      | 52.85 | Q                |
| 2    | 1       | 5    | Sarah Sjöström       | Suécia         | 53.02 | Q                |
| 3    | 2       | 5    | Torri Huske          | Estados Unidos | 53.04 | Q                |
| 4    | 1       | 4    | Penny Oleksiak       | Canadá         | 53.18 | Q                |
| 5    | 1       | 2    | Cheng Yujie          | China          | 53.36 | Q                |
| 6    | 2       | 3    | Kayla Sanchez        | Canadá         | 53.61 | Q                |
| 7    | 2       | 7    | Claire Curzan        | Estados Unidos | 53.62 | Q                |
| 8    | 1       | 6    | Marie Wattel         | França         | 53.82 | Q                |
| 9    | 1       | 3    | Anna Hopkin          | Reino Unido    | 53.92 |                  |
| 10   | 1       | 1    | Stephanie Balduccini | Brasil         | 54.10 |                  |
| 11   | 2       | 6    | Marrit Steenbergen   | Países Baixos  | 54.11 |                  |
| 12   | 2       | 1    | Freya Anderson       | Reino Unido    | 54.19 |                  |
| 13   | 2       | 2    | Kalia Antoniou       | Chipre         | 54.24 | Recorde nacional |
| 14   | 2       | 8    | Janja Šegel          | Eslovênia      | 54.36 |                  |
| 15   | 1       | 8    | Signe Bro            | Dinamarca      | 54.70 |                  |
| 16   | 1       | 7    | Charlotte Bonnet     | França         | 54.73 |                  |

### Final
A final foi realizada em 23 de junho às 18:02. 
| Pos.              | Raia | Nadadora           | Nacionalidade  | Tempo | Notas |
| ----------------- | ---- | ------------------ | -------------- | ----- | ----- |
| Medalha de ouro   | 4    | Mollie O'Callaghan | Austrália      | 52.67 |       |
| Medalha de prata  | 5    | Sarah Sjöström     | Suécia         | 52.80 |       |
| Medalha de bronze | 3    | Torri Huske        | Estados Unidos | 52.92 |       |
| 4                 | 6    | Penny Oleksiak     | Canadá         | 52.98 |       |
| 5                 | 2    | Cheng Yujie        | China          | 53.58 |       |
| 6                 | 7    | Kayla Sanchez      | Canadá         | 53.59 |       |
| 7                 | 8    | Marie Wattel       | França         | 53.60 |       |
| 8                 | 1    | Claire Curzan      | Estados Unidos | 53.81 |       |

Legenda
| Recorde mundial       | Recorde mundial (World record)               |                       | Recorde africano                      | Recorde africano (African) |                                           | Q | Classificado por posição (Qualified) |
| Recorde do campeonato | Recorde do campeonato (Championship record)  | Recorde da América    | Recorde da América (Americas)         | q                          | Classificado por melhor tempo (Qualified) |   |                                      |
| Melhor marca do ano   | Melhor marca do ano (World leading)          | Recorde asiático      | Recorde asiático (Asian)              | DNS                        | Não largou (Did not start)                |   |                                      |
| Recorde nacional      | Recorde nacional (National record)           | Recorde europeu       | Recorde europeu (European)            | DNF                        | Não terminou (Did not finish)             |   |                                      |
| Recorde pessoal       | Recorde pessoal do atleta (Personal best)    | Recorde da Oceania    | Recorde da Oceania (Oceania)          | DSQ / DQ                   | Desclassificado (Disqualified)            |   |                                      |
| Recorde da temporada  | Recorde da temporada do atleta (Season best) | Recorde sul-americano | Recorde sul-americano (South America) | NM                         | Sem marca (No mark)                       |   |                                      |